# Hyphessobrycon pyrrhonotus
A Hyphessobrycon pyrrhonotus a sugarasúszójú halak (Actinopterygii) osztályának pontylazacalakúak (Characiformes) rendjébe, ezen belül a pontylazacfélék (Characidae) családjába tartozó faj.

## Előfordulása
A Hyphessobrycon pyrrhonotus Brazília területén őshonos. A Rio Negro nevű folyónak és annak mellékfolyóinak egyik pontylazaca.

## Megjelenése
A testhossza legfeljebb 4,5 centiméter. A háti része élénk vöröses, míg testének többi része ezüstös. A szivárványhártyája is élénkvörös. Az úszói ezüstösen áttetszőek, kivéve a hátúszó felső felét, amely fekete színű.

## Életmódja
Trópusi pontylazac, amely a 24-27 Celsius-fokos vízhőmérsékletet kedveli. Rajhal, az akváriumunkban ne tartsunk belőle 6 egyednél kevesebbet.